# Georgios Themelis
Georgios Themelis (Grieks: Γεώργιος Θέμελης) (Samos, 1900 - Thessaloniki, 17 april 1976) was een Grieks dichter.

## Levensloop
Georgios Themelis werd geboren op het eiland Samos en studeerde aan de Universiteit van Athene.  Zijn belangrijkste werk ontstond na de Tweede Wereldoorlog. In 1945 publiceerde hij zijn eerste dichtbundel getiteld "Het naakte venster" (Γυμνό παράθυρο). Themelis schreef in de op dat moment weinig gewaardeerde volkstaal Dimotiki en publiceerde ook over de taal waarin hij dichtte. Themelis werd beïnvloed door het surrealisme.
Hij was secretaris-generaal en lid van de artistieke commissie van het Nationaal Theater van Noord-Griekenland vanaf zijn oprichting in 1961 tot 1965.
Sommige van zijn gedichten zijn door Stavros Kouyoumtzis op muziek gezet (De eerste duif, Pasen van de Grieken, Als een ster).